# Дистанційне навчання

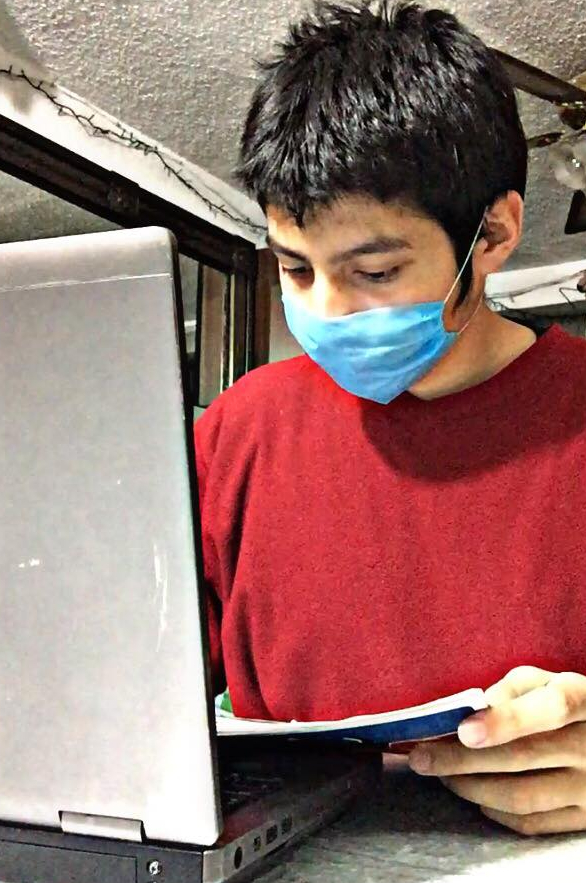
Мексиканський студент, який здобуває дистанційну освіту під час пандемії коронавірусної хвороби.

Дистанційне навчання — сукупність інформаційних технологій та методик викладання, які передбачають здобуття освіти без фізичної присутності здобувачів у навчальному закладі. Відмінністю дистанційного навчання від заочного навчання є використання синхронного режиму — при якому здобувачі освіти працюють разом із педагогічним персоналом закладу наживо, використовуючи засоби та технічні рішення зв'язку в реальному часі, дотримуючись встановленого закладом освіти розкладу занять. Законодавчо, дистанційна освіта регламентується окремими положеннями МОН про дистанційне навчання для вищих та середніх закладів освіти, проте, широко використовується приватними структурами у виду взаємної зручності. Основними рисами дистанційного навчання є інтерактивна взаємодія у процесі навчання із виокремлення часу для самостійного освоєння матеріалу, консультаційний супровід у процесі навчання. Дистанційна освіта має як багато переваг, так і багато недоліків: дозволяє більш зручне використання інтерактивних технологій, вирішує питання фактору відстані та транспорту, виключає фактори затримки у переміщені до навчальних занять, дозволяє більш легко залучати у навчальний процес фізично віддалених експертів, фахівців або замін викладачів, дозволяє краще використовувати принцип наочності. Недоліками дистанційної освіти є потреба у надійному технічному оснащенні, переформатування окремих підходів та тем, покращення методичного забезпечення, перенавчанні викладацького складу та оволодіння новими знаннями та навичками педагогічної майстерності які будуть працювати у дистанційному режимі за умов недостатньої чи відсутньої візуальної, емоційної та психологічної комунікації із учасниками навчального процесу. 

## Історична довідка
У Європі в кінці XVIII століття, з появою регулярного і доступного поштового зв'язку, виникло «кореспондентське навчання». Історично дистанційне навчання скоріш за все у 1840 році, коли Ісаак Пітман запропонував навчання через поштовий зв'язок для студентів Англії. У 1856 році Чарльз Тюссе та Густав Лангеншейдт розпочали викладання мови заочною формою у Німеччині. Учні поштою отримували навчальні матеріали, листувалися з педагогами та здавали іспити довіреній особі або підтверджували рівень здобутої освіти у вигляді наукової роботи.
Кінець XIX століття характеризується бурхливим технологічним зростанням, наявністю телеграфу і телефону. Але достовірних фактів про їх використання в навчанні немає. У той же час триває епоха «кореспондентського навчання», велика кількість освітніх закладів у всьому світі вели й ведуть його до сих пір.
Поява радіо і телебачення внесло зміни в дистанційні методи навчання. Це був значний прорив, аудиторія навчання зросла в сотні разів. Стали популярними навчальні телепередачі, які йшли, починаючи з 1950-х років. Однак у телебачення та радіо був істотний недолік — не було можливості забезпечити учня зворотнім зв'язком у реальному часі.
У 1969 році у Великій Британії було відкрито університет дистанційної освіти — Відкритий університет. Він був так названий, щоб показати його доступність за відносно невелику ціну та відсутність потреби часто відвідувати аудиторні заняття.
Інші відомі університети того періоду з програмами дистанційного навчання: Університет Південної Африки (статус закладу дистанційної освіти з 1946-го), Гаґенський заочний університет (Німеччина, засновано у 1974-му),  INTEC-коледж (Кейптаун, ПАР з 1972-го як філіал ICS — International Correspondence Schools), Національний університет дистанційної освіти (Іспанія, рік заснування 1972), Національний технологічний університет (США, рік заснування 1984, реалізовані програми дистанційної освіти за інженерними спеціальностями).
Наприкінці 1980-х поява персональних комп'ютерів дала новий поштовх, пов'язаний зі спрощенням та автоматизацією процесу навчання. Комп'ютерні навчальні програми з'явились на перших комп'ютерах у формі ігор.
У XXI столітті доступність комп'ютерів та Інтернету роблять поширення дистанційного навчання ще простішим і швидшим. Інтернет став величезним проривом, значно більшим, ніж радіо і телебачення. З'явилася можливість спілкуватися і отримувати зворотний зв'язок від будь-якого учня, де б він не знаходився. Поширення «швидкого інтернету» дало можливість використовувати «онлайн» семінари (вебінари) для навчання.
В Україні датою офіційного початку запровадження дистанційного навчання можна вважати 21 січня 2004 року, коли наказом № 40 Міністерства освіти і науки України було затверджено «Положення про дистанційне навчання», яке поклало початок запровадженню нових технологій у галузі освіти.
Одним з перших великих центрів дистанційного навчання, що поширював свої матеріали через мережу інтернет стала Хан-Академія. ЇЇ автор Салман Хан почав викладати у вільний доступ в мережі власні відеоуроки, що створював для своєї кузени. Згодом, коли уроки отримали неабияку популярність і мільйони переглядів в мережі YouTube Хан створив окремий навчальний центр.
В Україні є декілька прикладів великих навчальних центрів з дистанційною формою навчання, що спеціалізуються на підготовці учнів до ЗНО  та університетських курсах. Одним з найбільших є Prometheus — проект масових відкритих онлайн-курсів.
У 2007 році була відкрита перша в Україні державна Міжнародна українська школа, яка дає можливість учням, які проживають за межами України, здобути початкову, базову та повну середню освіту і офіційні документи державного зразка, які підтверджують освітні рівні, здобуті як дистанційно, так і екстерном. Окрім цього, в Україні функціонують декілька приватних шкіл із дистанційною формою навчання та екстернатом, у яких можуть навчатися і ті діти, які проживають в Україні, але через певні обставини не мають змоги відвідувати звичайні школи.

## Дистанційна освіта в Україні
В Україні дистанційна форма освіти впроваджується вже понад десять років. 
Відправною точкою можна вважати 2002 рік, коли Міністерством освіти і науки України був запроваджений експеримент з дистанційного навчання. Однією з можливостей, яку відкрила перед системою освіти і суспільством загалом впровадження дистанційної освіти була перша затверджена Кабінетом Міністрів України Програма розвитку системи дистанційного навчання 2004—2006 років (постанова КМУ від 23.09.2003 р. № 1494 ).
На виконання програми було розроблене перше Положення про дистанційне навчання, затверджене наказом Міністерства освіти і науки України від 21.01.2004 № 40. З розвитком технологій у 2013 році затверджується нове Положення про дистанційне навчання.
Перший заклад загальної середньої освіти в Україні, який отримав ліцензію на провадження освітньої діяльності без очного формату став Центр освіти «Дистанційна школа «Оптіма» .
«Оптіма» забезпечує освіту понад 100 тис. дітей і є найбільшою дистанційною школою України  .
Першим закладом позашкільної освіти, який почав офіційно надавати дистанційні послуги з навчання мистецьким дисциплінам (вокал, гра на музичних інструментах, акторська і ораторська майстерність) стала приватна школа мистецтв "Соломрія" (м. Київ), що видає випускникам Свідоцтво про позашкільну освіту державного зразка. Також студенти віддаленої форми навчання мають можливість брати участь в онлайн-концертах, які транслюються в прямому інтерактивному ефірі на YouTube. 
На сьогодні порядок організації та запровадження дистанційного навчання визначено Положенням про дистанційну форму здобуття повної загальної середньої освіти, затвердженим наказом Міністерства освіти і науки України від 08.09.2020 № 1115 .
У 2019-2020 навчальному році функціонувало 182 школи, в яких, зокрема, були учні на дистанційній формі навчання. 
На тепер за оперативною інформацією місцевих органів у сфері освіти таких шкіл уже 233. Серед них – 185 закладів загальної середньої освіти комунальної форми власності та 48 – приватної. 19 шкіл приватної форми власності здійснюють навчання тільки за дистанційною формою.
У 2022–2024 роках через повномасштабну війну частина українських шкіл, коледжів і університетів змушені були повністю перейти на дистанційне або змішане навчання, особливо в регіонах, наближених до зони бойових дій . З метою забезпечення доступності навчання МОН та приватні ініціативи почали масово впроваджувати онлайн-платформи для учнів і студентів. Серед них: 
- Всеукраїнська школа онлайн (ВШО) — національна платформа для шкільної освіти, запущена МОН України;
- Prometheus, EdEra — українські некомерційні платформи масових онлайн-курсів (MOOC);

У 2023 році МОН ініціювало розробку стратегії цифрової трансформації освіти , яка передбачає розвиток дистанційних технологій, адаптивного навчання, індивідуальних освітніх траєкторій та впровадження цифрових сервісів на всіх рівнях освіти.
Для підтримки процесу цифровізації освіти також впроваджувалися електронні щоденники, журнали та відеозв’язок (Zoom, Google Meet, Microsoft Teams). Багато закладів освіти перейшли на змішану модель: частина учнів навчається очно, інша — дистанційно.

## Програмне забезпечення
- BigBlueButton — вільне програмне забезпечення для презентацій, лекцій та онлайн занять
- Moodle — об'єктно-орієнтоване динамічне навчальне середовище.
- Google Classroom — безкоштовна система управління навчанням від Google, що інтегрується з іншими сервісами Google Workspace.

## Сервіси для онлайн навчання
- IT-арена — навчальний сайт з IT
- WeStudy  — українська мультифункціональна онлайн платформа навчання [20].